# Ниссель, Карл
Карл Ни́ссель (нем. Carl Nissel; 25 ноября 1817, Ноймарк — 6 апреля 1900, Легниц) — германский журналист, поэт и драматург.
Родился в очень бедной семье и потому не смог получить полноценного образования. Считался одним из самых популярных силезских поэтов своего времени, был известен своими публичными лекциями об искусстве, на протяжении многих лет работал внештатным журналистом и драматургом в театре Легница.
Известен в основном как автор трагедий «Die Söhne des Kaisers», «Ulrich von Hutten» (1861, в 5 действиях, была высоко оценена критиками), «Rahel Russek», «Die Florentiner», «Um die dentsche Krone» (1883), комедий «Hohenzoller und Piast», «Dame Lucifer», «Ein schöner Wahn» (1876).